# Dolor neuropàtic
Un dolor neuropàtic és un dolor causat per danys o malalties que afecten el sistema somatosensorial. El dolor neuropàtic pot estar associat a sensacions anormals anomenades disestèsia o dolor per estímuls normalment no dolorosos (al·lodínia). Pot tenir components continus i/o episòdics intensos (paroxístics). Aquests últims s'assemblen a punyalades o descàrregues elèctriques. Les qualitats habituals inclouen ardor o fredor, sensacions de "punts i agulles", entumiment i picor.
Fins al 7-8% de la població europea està afectada, i en un 5% d'aquestes persones pot ser greu. El dolor neuropàtic pot derivar de trastorns del sistema nerviós perifèric o central (encèfal i medul·la espinal). Així, el dolor neuropàtic es pot dividir en dolor neuropàtic perifèric, dolor neuropàtic central o dolor neuropàtic mixt (perifèric i central). El dolor neuropàtic pot ocórrer de manera aïllada o en combinació amb altres formes de dolor. Els tractaments mèdics se centren a identificar la causa subjacent i alleujar el dolor. En els casos de neuropatia, el dolor pot progressar fins a la insensibilitat.

## Causa
El dolor neuropàtic central es troba en la lesió medul·lar, l'esclerosi múltiple, les neuropaties perifèriques (aquestes últimes solen ser causades per diabetis, trastorns metabòlics, infecció per herpes zòster, neuropaties relacionades amb el VIH, deficiències nutricionals, toxines, manifestacions remotes de tumors malignes, trastorns mediats per la immunitat i trauma físic a un plexe nerviós). El dolor neuropàtic és comú en el càncer per lesió directa del mateix en una zona de nervis perifèrics (p. ex., compressió per un tumor) o com a efecte secundari de la quimioteràpia (neuropatia perifèrica induïda per la quimioteràpia), o lesions per radioteràpia o cirurgia.

## Tractaments
El dolor neuropàtic pot ser molt difícil de tractar, amb només un 40-60% de les persones que aconsegueixen un alleujament parcial.
Els tractaments de primera línia són certs antidepressius (antidepressius tricíclics i inhibidors de la recaptació de serotonina i noradrenalina), antiepilèptics (pregabalina i gabapentina). Els analgèsics opioides es reconeixen com a agents útils, però no es recomanen com a tractaments de primera línia. S'utilitza una gamma més àmplia de tractaments en l'atenció especialitzada. Hi ha dades i orientacions limitades per al tractament a llarg termini d'aquest tipus de dolor.